# Firminus Caron
Firminus Caron (* um 1430 in Amiens; † nach 1480) war ein franko-flämischer Komponist der frühen Renaissance.

## Leben und Wirken
Bei Firminus Caron steht die Tatsache seines hohen Ansehens bei seinen Zeitgenossen in starkem Gegensatz zum vollständigen Fehlen direkter biografischer Informationen über ihn. In drei Traktaten aus den 1470er Jahren nennt der Komponist Johannes Tinctoris (≈1435–1511) Caron, zusammen mit Johannes Ockeghem, Johannes Regis, Antoine Busnoys und Guillermus Faugues, einen der führenden Komponisten seiner Zeit. Diese Einschätzung erscheint angesichts der weiten Verbreitung seiner Werke wohl gerechtfertigt. Aber auch sein Vorname ist nur durch Tinctoris bekannt geworden. Er ist nachweislich nicht identisch mit le Caron, Verwalter der herzoglichen Kapelle von Burgund, auch nicht mit Philippe Caron († 1509), der in den 1470er und 1480er Jahren petite vicaire an der Kathedrale von Cambrai gewesen ist.
Auf Grund der musikalischen Quellen hat Caron möglicherweise in Cambrai studiert, zumindest aber Verbindungen dorthin gehabt, weil 1472/73 eine seiner Messen in Cambrai kopiert wurden. Es gibt Musikforscher mit der Mutmaßung, Caron sei in Cambrai ein Schüler von Guillaume Dufay gewesen. Dies ist nicht gänzlich auszuschließen, jedoch gibt es dafür keinerlei Belege. In der Motette „Omnium bonorum plena“ von Loyset Compère, etwa aus dem Jahr 1472, ist Caron unter den dort genannten Komponisten erwähnt; die meisten von ihnen standen mit der genannten Kathedrale in Verbindung. Dies ist eine zusätzliche Stütze für den Hinweis auf seine mögliche Wirkungssphäre. Obwohl es kein Dokument gibt, welches Caron mit dem Hof des Herzogtums Burgund in Verbindung bringt, könnte sich seine Chanson „Vive Charlois“ auf den burgundischen Herzog Karl den Kühnen (Amtszeit 1467–1477) beziehen.
Die fünf Messen von Firminus Caron und die größere Teil seiner sonstigen Kompositionen sind nur in italienischen Quellen überliefert. Dagegen erscheinen seine am weitesten verbreiteten Lieder (das sind „Accueilly m’a la belle“, „Cent mille escus“, „Helas que pourra devenir“ und „Le despourveu infortuné“) in Handschriften französischer Herkunft. Der Musikwissenschaftler Christopher Reynolds hat 1995 wegen des Überwiegens italienischer Quellen für Firminus Caron eine Anstellung in Rom schon ab 1460 bis 1461 vermutet; falls dies zutrifft, würde dies ein Geburtsdatum vor 1440 nahelegen.

## Bedeutung
Aus den überlieferten Quellen geht hervor, dass der Ruhm von Firminus Caron größtenteils aus seinem Erfolg als Liedkomponist stammt; einige seiner Chansons gehören zu den am häufigsten kopierten Stücken seiner Zeit. Außer von Johannes Tinctoris und Loyset Compère gibt es auch von dem englischen Meister John Hothby (≈1410–1487) eine überlieferte Äußerung über eine seiner Kompositionen. Die moderne Musikwissenschaft bestätigt die Hochschätzung Carons durch seine Zeitgenossen. Er erreicht zwar nicht die kompositorische Tiefe von Johannes Ockeghem und nicht die kontrapunktische Subtilität von Antoine Busnoys, jedoch zeigt er in seinen gelungensten Werken eine strukturelle und melodische Klarheit, die er mit unerwarteten Phrasenlängen, wechselnden Imitationspaaren und kleinen rhythmisch-motivischen Beziehungen zwischen den Stimmen anreichert. Nachweisbar sind auch Ansätze zur musikalischen Ausdeutung einzelner Worte. Auffällig an den Messen Carons ist das kontrapunktische Spiel mit Paraphrasen und Zitaten aus eigenen und fremden Chansons. Die Missa „Sanguis sanctorum“ zitiert aus der Chanson „O vie fortunee“, die „Missa L’homme armé“ aus „Mort ou mercy“, die Missa „Clemens et benigna“ aus der Chanson „Se brief je puys ma dame“.

## Werke
- Messen (alle zu vier Stimmen)
  - Missa „Accueilly m’a la belle“
  - Missa „Clemens et benigna“ (kürzeste und wahrscheinlich früheste Messe)
  - Missa „Jesus autem transiens“
  - Missa „L’homme armé“ (wahrscheinlich 1463 in Rom kopiert)
  - Missa „Sanguis sanctorum“
- Lieder (Chansons)
  - „Accueilly m’a la belle“, Rondeau zu drei oder vier Stimmen, mit Kontrafakturtext „Da pacem Domine“
  - „Cent mille escus“, Rondeau zu drei oder vier Stimmen (teilweise Busnoys und Dufay zugeschrieben)
  - „C’est temps perdu“, Rondeau (?), (teilweise Robert Morton zugeschrieben)
  - „Corps contre corps“ / „Rambour luy“ / „Cinq solz“, Rondeau zu vier Stimmen
  - „Cui diem vous“, Rondeau (?), Text vielleicht von Alain Chartier, auch mit Kontrafakturtext „Fuggir non posso“ erhalten
  - „Du tout ainsy que vous plaira“ Rondeau zu drei Stimmen
  - „Helas que pourra devenir“, Rondeau zu drei oder vier Stimmen, auch als Kontrafaktur „Ave sydus clarissimum“ erhalten
  - „La tridaine a deux“ (verloren; zitiert in „Opera theoretica“ von Johannes Tinctoris, Band 2)
  - „Le despourveu infortuné“, Rondeau zu drei oder vier Stimmen, auch als Kontrafaktur „Tanto l’afano“ erhalten
  - „Ma dame qui tant“, Rondeau (?) zu drei oder vier Stimmen
  - „Morir me fault“, Rondeau zu drei Stimmen
  - „Mort ou merchi“, Rondeau (?) zu drei Stimmen, wahrscheinlich vor 1463
  - „O vie fortunee“, Rondeau (?) zu drei Stimmen
  - „Pour regard d’oeul somble“, Rondeau zu drei Stimmen
  - „Pourtant se mon voloir“, Rondeau zu drei Stimmen
  - „Se brief puys ma dame“, Rondeau zu drei Stimmen (teilweise Busnoys zugeschrieben)
  - „Se doulx penser“, Rondeau (?) zu drei Stimmen
  - „S’il est ainsy que plus je ne vous voye“, Virelai zu drei Stimmen
  - „Vive Charloys“, Rondeau (?) zu drei Stimmen
  - „Vous n’avéz point le cueur certain“, Rondeau zu drei Stimmen
- Zweifelhafte Werke
  - Missa „Thomas cesus“ (in der vatikanischen Handschrift SP B 80 anonym überliefert; Caron zugeschrieben)
  - „Rose playsant“ zu drei Stimmen (Zuschreibungen an Philippe Basiron, Caron und Johannes Dusart)
  - „Seulette suis sans ami“ (nur teilweise Caron zugeschrieben)